# Lewis Thomas (giocatore di football americano)
Lewis Thomas (High Wycombe, 4 maggio 1998) è un giocatore di football americano britannico con cittadinanza francese, che gioca come centro per i Paris Musketeers.
Dopo aver giocato per la squadra universitaria britannica dei Nottingham Gold, nel 2017 si trasferisce ai Tamworth Phoenix e nel 2019 ai tedeschi Saarland Hurricanes. Trascorre quindi due stagioni in GFL ai Potsdam Royals per poi dal 2022 giocare in ELF, prima con gli Hamburg Sea Devils e poi con i Seamen Milano. Dal 2024 è nel roster dei Paris Musketeers.

## Palmarès
- 1 Britbowl (Tamworth Phoenix, 2017)